# Loven om Stor-Hamborg
Loven om Stor-Hamburg (tysk: Groß-Hamburg-Gesetz) blev vedtaget af den tyske regering 26. januar 1937 og gennemført den 1. april samme år. Loven regulerede grænserne mellem den frie rigsstad Hamborg og Fristaten Preussen, særlig mod provinsen Schleswig-Holstein, men også provinsen Hannover og Mecklenburg blev berørt. Lovens fulde navn var «Gesetz über Groß-Hamburg und andere Gebietsbereinigungen» («Loven om Stor-Hamburg og andre territorielle justeringer»).
Efter en tolv måneder lang overgangsfase, mens de enkelte byer og kommuner stadig eksisterede, blev Einheitsgemeinde Hansestadt Hamburg dannet den 1. april 1938. Til implementering af Loven om Stor-Hamborg blev der i tidsrummet fra 15. februar 1937 til 24. maj 1939 gennemført otte forordninger. I den fjerde sikrede Hamborg sig vidtgående rettigheder i Cuxhaven med ret til havneanlæg og andre områder til senere nye havneanlæg.

## Stor-Hamborg
Hamborg mistede de fleste af sine eksklaver, blandt dem Geesthacht og Cuxhaven, den sidste som havde tilhørt Hamborg i over 600 år. 
Til gengæld blev byområderne op til byen, som Altona, Harburg-Wilhelmsburg og Wandsbek, overført til Hamborg. På den måde blev områderne som indtil da hed «Fire-by-regionen» samlet.
Videre blev det officielle bynavn ændret fra det tidligere «Hansestadt Hamburg» («Hansebyen Hamborg») til «Freie und Hansestadt Hamburg», noget som gav en reference til Hamborgs tidligere position som en fri rigsstad.

## Preussen
Preussen afstod blandt andet byerne Altona, Wandsbek og Harburg-Wilhelmsburg, hvor de to første havde været i provinsen Schleswig-Holstein og den sidste fra provinsen Hannover. Cuxhaven blev overført til provinsen Hannover og nogle mindre landsbyer i øst blev overført til Mecklenburg.
Loven regulerede videre provinsen Schleswig-Holsteins grænser mod nordøst, da den frie rigsstad Lübeck blev indlemmet i provinsen, som en kompensation til Preussen for de områder som blev afstået til Hamborg. Videre blev Geesthacht overført til Preussen og provinsen Schleswig-Holstein.